# Gruppe 9999
Der Florentiner Gruppe 9999 gehörten Giorgio Birelli, Carlo Caldini, Fabrizio Fiumi und Paolo Galli an. Der Zusammenschluss arbeitete eng mit Superstudio zusammen und wird zu der Bewegung des radikalen Designs gezählt. Zusammen betrieben sie eine Schule für konzeptionelle Architektur.
Einer der wenigen tatsächlich physisch existierenden Räume, der aus der Arbeit der Gruppe hervorging, ist die Diskothek Space Electronic in Florenz. Sie wurde 1969 in einem ehemaligen Maschinenwerk gegründet und mit alten Waschtrommeln, Kühlschränken und damals moderner Technik ausgestattet. Die Diskothek wird heute noch von Carlo Caldini und Mario Bolgnesi betrieben. Auf der Architekturbiennale 2014 wurde die Diskothek unter dem Titel Space Electronic: Then and Now vorgestellt.
Im Jahr 1972 nahmen sie an der Ausstellung Italy: The New Domestic Landscape teil und gewannen den Wettbewerb Competition for Young Designers mit ihrem Projekt Vegetable Garden House. Ab 1973 waren sie Teil des Zusammenschlusses Global Tools. 2011 wurden die Werke der Ausstellung Italy: The New Domestic Landscape unter dem Titel Environments and Counter Environments in einer Zusammenarbeit der Columbia University und des Museo del Disseny de Barcelona erneut kuratiert und zur Ausstellung gebracht. In der Ausstellungsankündigung wird die Gruppe 9999 als zu den "most vibrant Italian Architects" gehörig bezeichnet.  2013 wurden Objekte der Gruppe in der Gemeinschaftsausstellung Everything Loose Will Land im MAK Art Center Los Angeles gezeigt.
Die Gruppe gilt heute als eine der aktiven Kräfte in der lange Zeit unterschätzten sogenannten zweiten Welle der italienischen radikalen Designbewegung, die letztendlich einen entscheidender Einfluss auf die italienische Designgeschichte hatte.